# Mount Dyson
Mount Dyson är ett berg i Kanada.   Det ligger i provinsen Alberta, i den södra delen av landet, 2 900 km väster om huvudstaden Ottawa. Toppen på Mount Dyson är 1 768 meter över havet, eller 145 meter över den omgivande terrängen. Bredden vid basen är 1,6 km.
Terrängen runt Mount Dyson är huvudsakligen kuperad. Trakten runt Mount Dyson är nära nog obefolkad, med mindre än två invånare per kvadratkilometer.. Det finns inga samhällen i närheten.
I omgivningarna runt Mount Dyson växer i huvudsak barrskog.